# HFS+
HFS+ lub HFS Plus – system plików rozwijany przez firmę Apple Inc. zastępujący starszy format HFS (Hierarchical File System) jako główny system plików wykorzystywany w komputerach Mac z zainstalowanym systemem operacyjnym Mac OS. HFS+ jest również wykorzystywany przez przenośny odtwarzacz multimedialny iPod w przypadku, gdy odtwarzacz został skonfigurowany pod kontrolą systemu OS X.
HFS+ jest również znany jako Mac OS Extended (lub też błędnie HFS Extended), podczas gdy jego poprzednik HFS jako Mac OS Standard (lub błędnie HFS Standard). W czasie prac projektowych firma Apple dla oznaczenie tego systemu plików posługiwała się nazwą kodową Sequoia.
HFS+ jako udoskonalona wersja systemu HFS obsługuje znacznie większe pliki (adresy bloków alokacji mają długość 32 bitów zamiast 16 bitów) oraz korzysta z Unikodu przy zapisywaniu nazw plików oraz folderów. Nazwy plików w HFS+ mogą mieć maksymalną długość 255 znaków, w odróżnieniu od 31 znaków w starszej wersji. Podobnie jak HFS, HFS+ używa struktury B-drzewa do przechowywania metadanych.